# Шервинта
Шерви́нта  (лит. Širvinta) — река в Литве и Калининградской области Российской Федерации. По реке проходит граница Калининградской области.

## География
Исток реки Шервинта находится в Мариямпольском уезде Литвы около посёлка Мажучай. Длина литовской части Шервинты — 17,9 км, российской части — 5,7 км, на протяжении 20,2 км течёт на границе Литвы и Калининградской области РФ. Общая длина реки — 43,8 км. У города Кудиркос-Науместис впадает слева в Шешупе, которая является притоком Немана. Площадь бассейна 1312,9 км², из них 1011,0 км² приходится на территорию Литвы. Высота устья — 27 м над уровнем моря.

## Притоки
- правые
  - Шеймена[3]
- левые
  - Лепона[3]
  - Туманная[3]
  - Полевая[3]
  - Еглупис

## Населённые пункты на реке
Кудиркос-Науместис, Кибартай.